# Jaciment de Montlleó
Montlleó és un jaciment arqueològic en excavació ubicada al coll de Saig, al terme municipal de Prats i Sansor, a la Cerdanya, inclòs a l'Inventari del Patrimoni Arqueològic i Paleontològic de Catalunya.
Jordi Grimao el va descobrir el 1998. Les excavacions sistemàtiques van començar el 2000. El director de l'excavació és Josep Maria Fullola, i el director de la investigació, Xavier Mangado. Inicialment se situava el jaciment al mapa europeu del període magdalenià, tot i que troballes més recent proven que és més antic.

## Ocupació
Va ser ocupat per una tribu de caçadors-recol·lectors fa uns 23.000 anys, al final de la darrera glaciació, quan Montlleó era un punt clau en la travessa del Pirineu. És un dels pocs jaciments d'aquest tipus en alçada i un dels situats a més altitud d'Europa. Està dalt d'un turó que s'eleva uns 50 m sobre la plana circumdant, a una altitud de 1.140 m, des del qual es pot veure una bona part de la comarca, cosa que el feia òptim per controlar les peces de caça o els moviments d'altres grups.
Es creu que va ser habitat als estius per un grup d'uns quinze individus que vivien principalment de la cacera de cavalls, cérvols i altres animals grossos. En aquell temps, el gel era gairebé permanent, tot i que el clima glacial es va anar suavitzant entre fa 20.000 anys i 11.000 anys. El jaciment va ser abandonat fa uns 15.000 anys, sense que se'n sàpiguen les causes.

## Troballes
Fins ara se n'han netejat dues zones, el sector B de 40 m² i el sector C de 16 m². S'hi han trobat unes mil peces de sílex per fer ganivets o puntes de llança o de sageta. Com que el sílex no existia allà mateix, però sí en comarques properes, els ocupants s'hi haurien desplaçat perquè era un lloc interessant per a la cacera. A Montlleó s'han trobat restes d'ossos de cavall, cérvol, isard, cabra, conill, llebre i bisó. També s'hi han descobert les restes d'un foc, on es cremaven fins i tot els ossos dels animals, excepte els que es guardaven per fer-ne eines. Una dent de cérvol trobada al jaciment està foradada per servir de decoració, igual que diverses closques de petxina corresponents a sis espècies, una de les quals, Litorina obtusata, només existia a l'Atlàntic.